# George Schaller
George Beals Schaller (né à Berlin en 1933) est un mammalogiste, biologiste, conservationniste et écrivain américain.
Schaller est considéré comme l'un des plus importants biologistes du monde animalier africain, asiatique et sud américain. Il est le vice-président de la Panthera Corporation (en) et occupe la chaire du Cat Advisory Council au côté d'Alan Rabinowitz.

## Biographie
George Schaller naît à Berlin. Fils d'un diplomate allemand, il passe sa jeunesse dans différentes villes d'Europe. Après la Seconde Guerre mondiale, sa mère s'installe aux États-Unis avec ses deux enfants. Schaller étudie à l'Université d'Alaska, où il obtient un baccalauréat universitaire (Bachelor of Science), puis à l'Université du Wisconsin où il obtient un doctorat (Ph.D).
En 1959 il se rend en Afrique de l'Est en Afrique centrale  afin d'étudier les gorilles des montagnes (Gorilla beringei beringei) vivant dans la chaîne volcanique des montagnes des Virunga en République démocratique du Congo . Le livre qu'il rédige à son retour inspire d'autres zoologues comme Dian Fossey.
Ayant sillonné la zone du Changtang (Tibet), dans les années 1980, en étudiant la faune : ours, antilopes, gazelles, chèvre cachemire, yacks et panthères,, il avait alerté les pouvoirs publics sur la présence de braconniers, qui, par leurs piégeages et chasses, vidaient le plateau. Il fallut 1993 pour classer la région en réserve naturelle et les années 2000, pour y interdire toute chasse,.
Il est vice-président de la Wildlife Conservation Society, une ONG qui a contribué à la création de réserves naturelles.

## Publications
- (en) The Year of the Gorilla, University of Chicago Press, 1964 (Un an chez les gorilles, Stock, 1967)
- (en) Wildlife of the Tibetan Steppe  (trad. Faune de la steppe tibétaine), University of Chicago Press, 2000, 384 p. (ISBN 978-0-2267-3653-2)
- (en) A Naturalist and Other Beasts : Tales from a Life in the Field  (trad. Un naturaliste et d'autres bêtes : récits d'une vie sur le terrain), Counterpoint, 2010, 272 p. (ISBN 978-1-5780-5170-0)
- (en) Tibet Wild : A Naturalist's Journeys on the Roof of the World  (trad. Les voyages d'un naturaliste sur le toit du monde), Island Press, 2014, 384 p. (ISBN 978-1-6109-1506-9)
- (en) Into Wild Mongolia  (trad. Dans la Mongolie sauvage), Yale University Press, 2020, 224 p. (ISBN 978-0-3002-4617-9)